# Abosso (Schiff, 1912)
Die Abosso (I) war ein 1912 in Dienst gestellter Passagier- und Frachtdampfer der britischen Reederei Elder Dempster & Company. Sie wurde 1917 im Ersten Weltkrieg von einem deutschen U-Boot versenkt, wobei 65 zivile Passagiere und Besatzungsmitglieder ums Leben kamen.

## Das Schiff
Das 7.782 BRT große Dampfschiff Abosso wurde auf der Werft Harland & Wolff in Belfast gebaut und lief am 15. August 1912 mit der Baunummer 430 vom Stapel. Am 19. Dezember 1912 wurde das Schiff fertiggestellt. Der Rumpf war 129,7 Meter lang, 17,5 Meter breit und hatte einen maximalen Tiefgang von 9,6 Metern.
Dreifachexpansions-Dampfmaschinen mit einer Leistung von 516 nominalen Pferdestärken trieben das Schiff an und beschleunigten es auf eine Maximalgeschwindigkeit von 14 Knoten. Die Abosso hatte zwei Schrauben, einen Schornstein und zwei Masten. Sie war mit drahtlosem Funk und Kühlanlagen zum Transport frischer Lebensmittel ausgestattet. Das Schiff wurde für die 1852 gegründete Reederei Elder Dempster & Company Limited (oft abgekürzt Elder Dempster Lines) gebaut, die sich auf den Passagier- und Frachtverkehr zu den Vereinigten Staaten und Kanada, aber auch zu ferneren Zielen wie Afrika, die Karibik, die Kanarischen Inseln und Indien spezialisiert hatte. Die Abosso wurde für den Südafrika-Service eingesetzt.
Die Abosso hatte zwei Schwesterschiffe, die 7781 BRT große Appam (1913) und die 7832 BRT große Apapa (1915). Die Appam wurde am 15. Januar 1916 mit 319 Menschen an Bord auf dem Nordatlantik von dem deutschen Hilfskreuzer Möve aufgebracht. Die Kaperung sorgte für internationale Schlagzeilen. Die Apapa wurde nur wenige Monate nach der Abosso ebenfalls von einem deutschen U-Boot versenkt. 1935 stellte die Elder Dempster Lines ein zweites Schiff namens Abosso in Dienst, das 11.330 BRT große Motorschiff Abosso. Dieses Schiff ereilte das gleiche Schicksal wie seinem Namensvorgänger, da es im Zweiten Weltkrieg ebenfalls von einem deutschen U-Boot versenkt wurde.

## Untergang
In der Nacht vom 24. auf den 25. April 1917 befand sich die Abosso unter dem Kommando von Kapitän James Thomas Toft an der irischen Südküste. Sie kam mit Passagieren, Post und Fracht aus Nigeria und befand sich auf dem Weg nach Liverpool. 180 Seemeilen westlich des Fastnet-Felsen wurde der Dampfer vom deutschen U-Boot U 43 gesichtet, das sich unter dem Kommando von Kapitänleutnant Hellmuth Jürst auf Feindfahrt befand. Jürst feuerte einen Torpedo auf das Schiff ab.
Die Abosso ging innerhalb kürzester Zeit mit dem Heck voran unter. Passagiere und Besatzungsmitglieder stürmten zu den Rettungsbooten. Das Ausbooten begann, während das Schiff immer noch Fahrt machte. Dadurch kenterten zwei Boote beim Aufsetzen auf das Wasser. Ein anderes Boot, in dem etwa 60 Menschen saßen, konnte nicht aus seinen Davits befreit werden und warf seine Insassen ins Wasser, als die Abosso sich plötzlich schwer neigte. Die Dunkelheit erschwerte die Evakuierung zusätzlich. Mit zunehmender Schlagseite kletterten Kapitän Toft und einige andere in die Takelage des Schiffs. Als die Abosso unterging, wurden sie vom Sog ergriffen, erreichten aber wieder die Wasseroberfläche und wurden auf ein Floß gezogen. Der Bordfunker konnte in der kurzen Zeit noch einen Notruf absetzen, der von einem britischen Patrouillenboot empfangen wurde. Dieses Schiff traf 45 Minuten später ein und nahm die Überlebenden auf.
Insgesamt 65 Passagiere und Besatzungsmitglieder kamen bei der Versenkung ums Leben. Die beiden einzigen US-Amerikaner an Bord überlebten. Kapitän Toft kommandierte danach die Apapa und überlebte auch deren Versenkung sieben Monate später. Das Wrack der Abosso liegt auf der Position 57° 10′ N, 14° 58′ W.